# Kenneth Parks
Kenneth Parks (* 1964) ist ein Kanadier, der für einen gerichtlich bestätigten „Mord im Schlaf“ bekannt wurde.
Am 24. Mai 1987 gegen 3.30 Uhr stand der damals 23-jährige Student Kenneth Parks von seiner Couch in Pickering, Toronto, schlafwandelnd auf und fuhr 23 Kilometer zu seinen Schwiegereltern nach Scarborough. Mit einem Brecheisen betrat er das Haus und attackierte im Schlaf seinen Schwiegervater, der verletzt wurde. Seine Schwiegermutter versuchte zu fliehen, wurde aber von Parks eingeholt und mit einem Küchenmesser erstochen. Erst als er wieder im Wagen saß, erwachte er, tauchte verwirrt bei der Polizei auf und stammelte, dass er wahrscheinlich jemanden getötet habe.
Er wurde verhaftet, eindeutig als Täter festgestellt und zur Untersuchung in ein Schlaflabor eingewiesen, um seine Zurechnungsfähigkeit zur Tatzeit festzustellen. Ein schlafmedizinisches Gutachten bewies schließlich, dass er zur Tatzeit schlafgewandelt war und er somit unzurechnungsfähig war. Obwohl er eindeutig der Täter war, wurde Kenneth Parks aufgrund dieses Gutachtens 1992 freigesprochen.
Im Jahr 2006 war er Vater von sechs Kindern.